# (38814) 2000 RR72
2000 RR72 (asteroide 38814) é um asteroide da cintura principal. Possui uma excentricidade de 0.19303410 e uma inclinação de 3.85406º.
Este asteroide foi descoberto no dia 2 de setembro de 2000 por LINEAR em Socorro.